# Giuseppe Pezzuoli

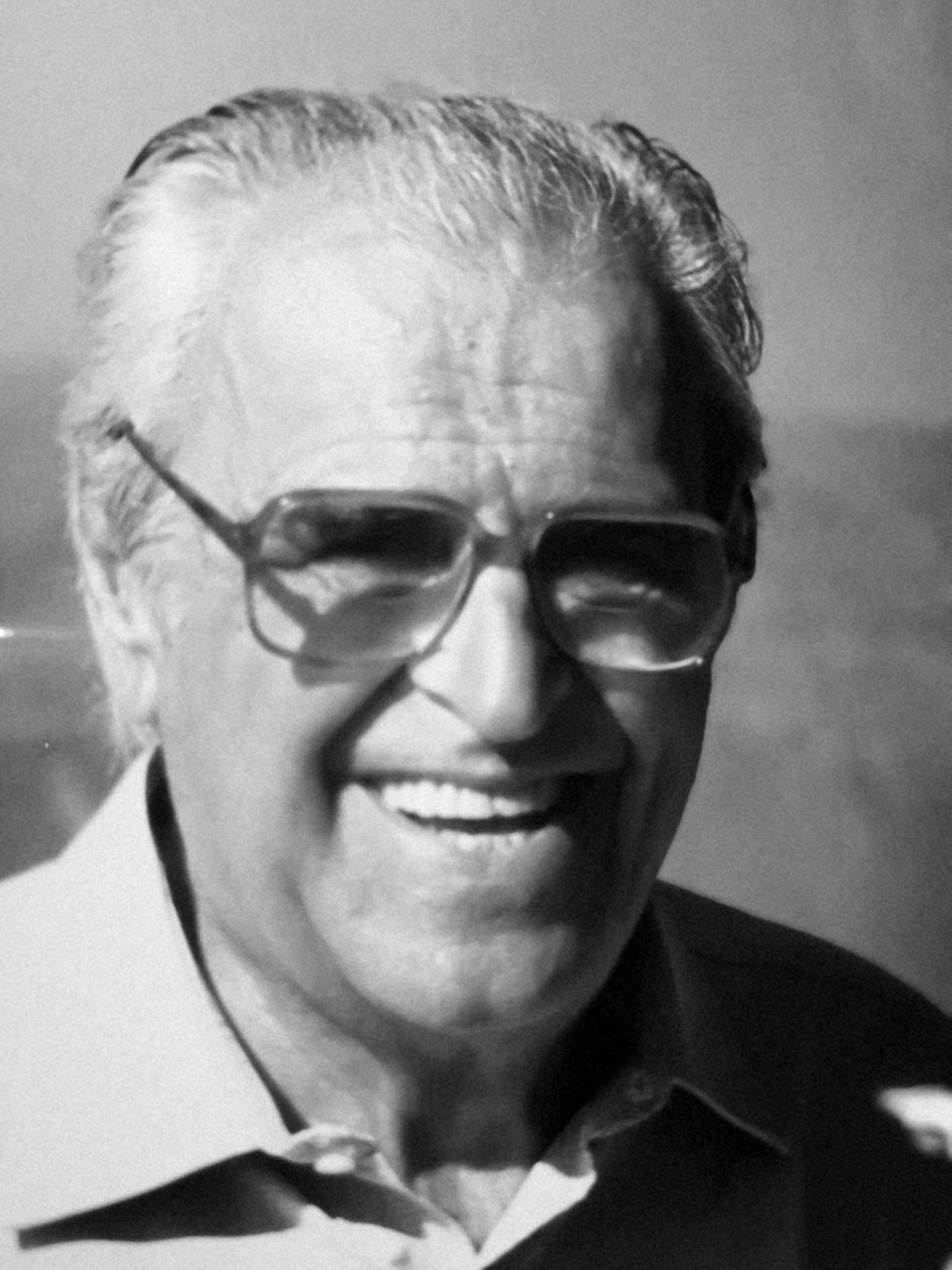

Giuseppe Pezzuoli (Maranello, 21 aprile 1920 – Modena, 23 agosto 2010) è stato un chirurgo e cardiochirurgo italiano, innovatore della chirurgia toracica e pioniere in Italia del trapianto del polmone.

## Biografia
Conseguì la laurea in Medicina e chirurgia nel 1944 presso l'Università degli Studi di Modena, dove fu allievo di Emilio Trabucchi: era di trenta trentesimi la media dei voti riportati negli esami, quasi tutti conseguiti con lode.
All'Università di Padova e all'Università Statale di Milano fu allievo di Guido Oselladore e nel 1961 iniziò la carriera universitaria, vincendo il concorso per la clinica chirurgica di Cagliari. Poco dopo passò a Modena dove fu direttore della Scuola di Anestesia e Rianimazione dal 1962 al 1967 e della clinica chirurgica dal 1963 al 1967. In seguito fu a Padova, per giungere nuovamente a Milano nel 1979, succedendo a Edmondo Malan, come direttore dell'Istituto di chirurgia clinica e della Scuola di specialità in chirurgia.
«Pioniere delle operazioni al cuore in ipotermia, quando ancora non esisteva la circolazione extracorporea, è stato autore di oltre 25.000 interventi in diversi settori di chirurgia generale, tra i quali oltre 2.500 di chirurgia toracica maggiore. Particolare attenzione riservò alla chirurgia vascolare, toracica, gastroentrologica, dell'ipertensione portale e del trapianto di fegato. È stato autore di oltre 350 pubblicazioni riguardanti tutti questi campi di studio. Grande innovatore, Pezzuoli inaugurò al Policlinico di Modena la cardiochirurgia e, già a Milano, nel 1985 fu tra i primi ad intuire l’utilità dei supporti informatici (allora proiezione multipla di diapositive, videodisco interattivo) nell’insegnamento che, comunque, non doveva rimpiazzare il libro ma era considerato una sua integrazione, perché i computer "sono cose meravigliose che non possono sostituire la didattica del docente e dell'allievo" che erano per lui fondamentali. Nel 1990 fu il primo italiano ad essere autorizzato (assieme a Pierangelo Belloni che avrebbe operato poi al Niguarda Ca' Granda di Milano) ad eseguire il trapianto di polmone».

## Riconoscimenti e impegni associativi
Fu membro del Consiglio superiore di sanità.
Fu presidente della Società Medico-Chirurgica di Modena dal 1964 al 1968 e della Società Italiana di Chirurgia dal 1987 al 1988.
Notevole fu il suo impegno nell'International College of Surgeons, associazione mondiale che raccoglie varie migliaia di chirurghi. Dapprima presidente della sezione italiana, fu poi segretario della federazione europea e infine presidente internazionale dal 1987 al 1988. Tenne a lungo la responsabilità della rivista scientifica del Collegio, The Journal of the International College of Surgeons, che gli fu affidata nel momento in cui se ne volle un radicale rinnovamento e rilancio, nel 1979. Rappresentò il Collegio presso l'Organizzazione mondiale della sanità.
Nel 1986 fu raccolto in suo onore un volume di scritti medici, nel venticinquesimo anniversario di insegnamento accademico.
Nel 1993 gli fu conferito il Premio Scanno per la medicina.
Nel 2010 fu intitolato alla sua memoria un congresso internazionale.
Fu membro d'onore dell'Association Française de Chirurgie, e della Sociedad Española de Cirugia e dalla Società Cecoslovacca di Chirurgia.

## Vita privata
Proveniente da una famiglia molto religiosa, il padre Giovanni era agricoltore e piccolo proprietario terriero, la madre Alma era sarta e casalinga, era il secondo di quattro fratelli, due dei quali seguiranno la carriera ecclesiastica, mentre il più anziano emigrerà in Argentina. Conobbe la futura moglie, Rosanna Aggazzotti, figlia del fisiologo Alberto Aggazzotti, nel 1941. Dopo un lungo fidanzamento, si sposarono nel settembre del 1949 nella chiesa di Colombaro di Formigine (Modena). Insieme hanno avuto tre figlie e sei nipoti. La famiglia si trasferì più volte, seguendo la sua carriera, prima a Milano, poi a Cagliari, da lì a Modena e a Padova, per ritornare poi a Milano alla fine degli anni Settanta. Le origini emiliane rimasero sempre vive nel suo accento e nel suo cuore, e con tutta la famiglia (compresi i nipoti) amava passare parte dell'estate nella villa di famiglia di campagna, a Colombaro. Morì in seguito a una caduta con conseguente frattura del femore proprio nella dimora tanto amata, il 23 agosto 2010. Lì si tennero le sue esequie e la sepoltura avvenne nel natio e vicino Maranello.

## Opere
Pubblicazioni repertoriate online:
- (EN) Author: Giuseppe Pezzuoli, su PubMed, Bethesda (Maryland), National Center for Biotechnology Information. URL consultato il 3 maggio 2020.
- (EN) Author details: Pezzuoli, Giuseppe, su Scopus, Amsterdam, Elsevier. URL consultato il 26 giugno 2020.
- (EN) Publications by authors named "G Pezzuoli", su PubFacts, Bethesda (Maryland), National Center for Biotechnology Information. URL consultato il 17 gennaio 2022.
- (EN) G Pezzuoli's research works, su ResearchGate, Berlino, ResearchGate GmbH. URL consultato il 9 aprile 2022.